# Ratsherrn Brauerei

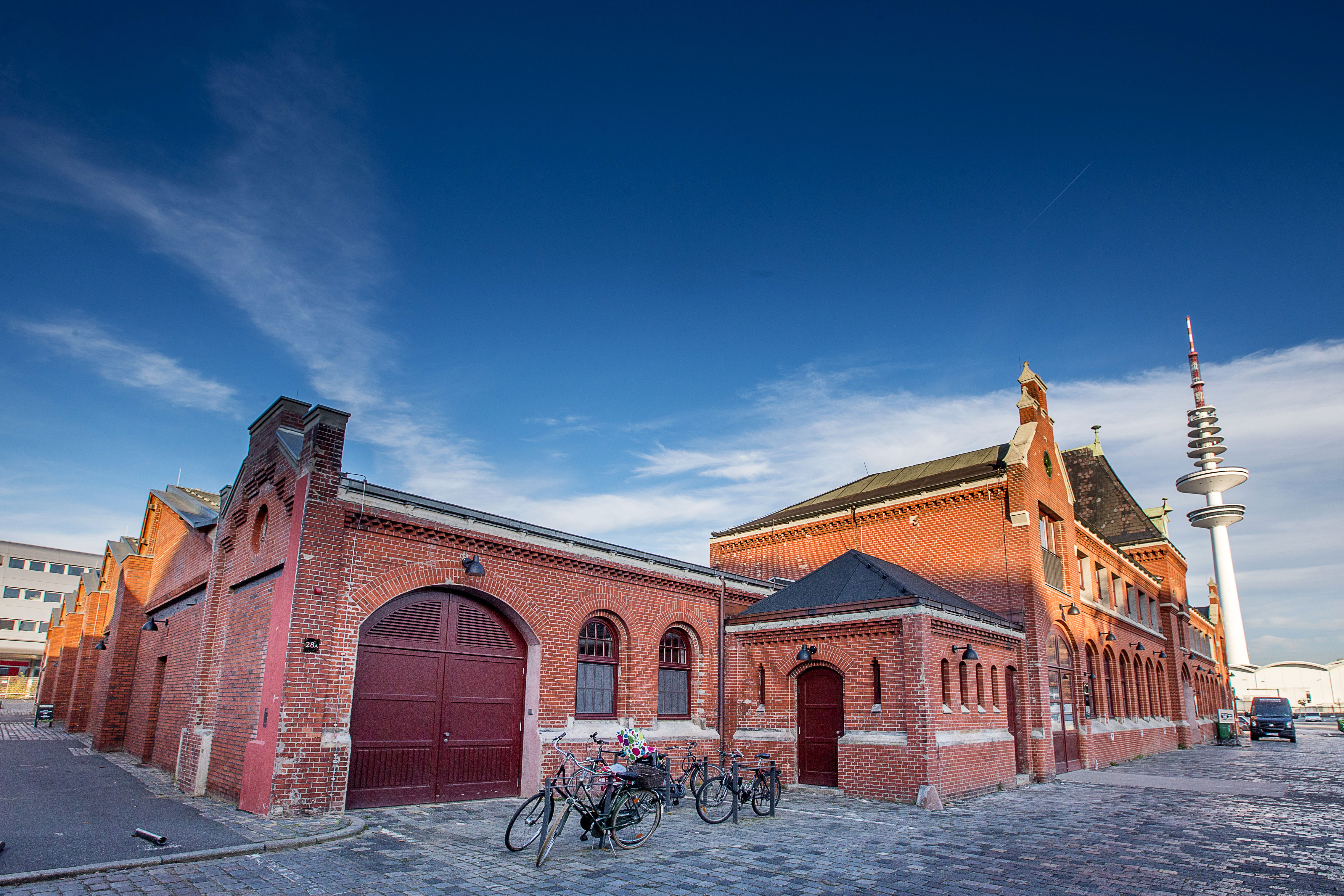
Die Ratsherrn Brauerei in den Schanzenhöfen

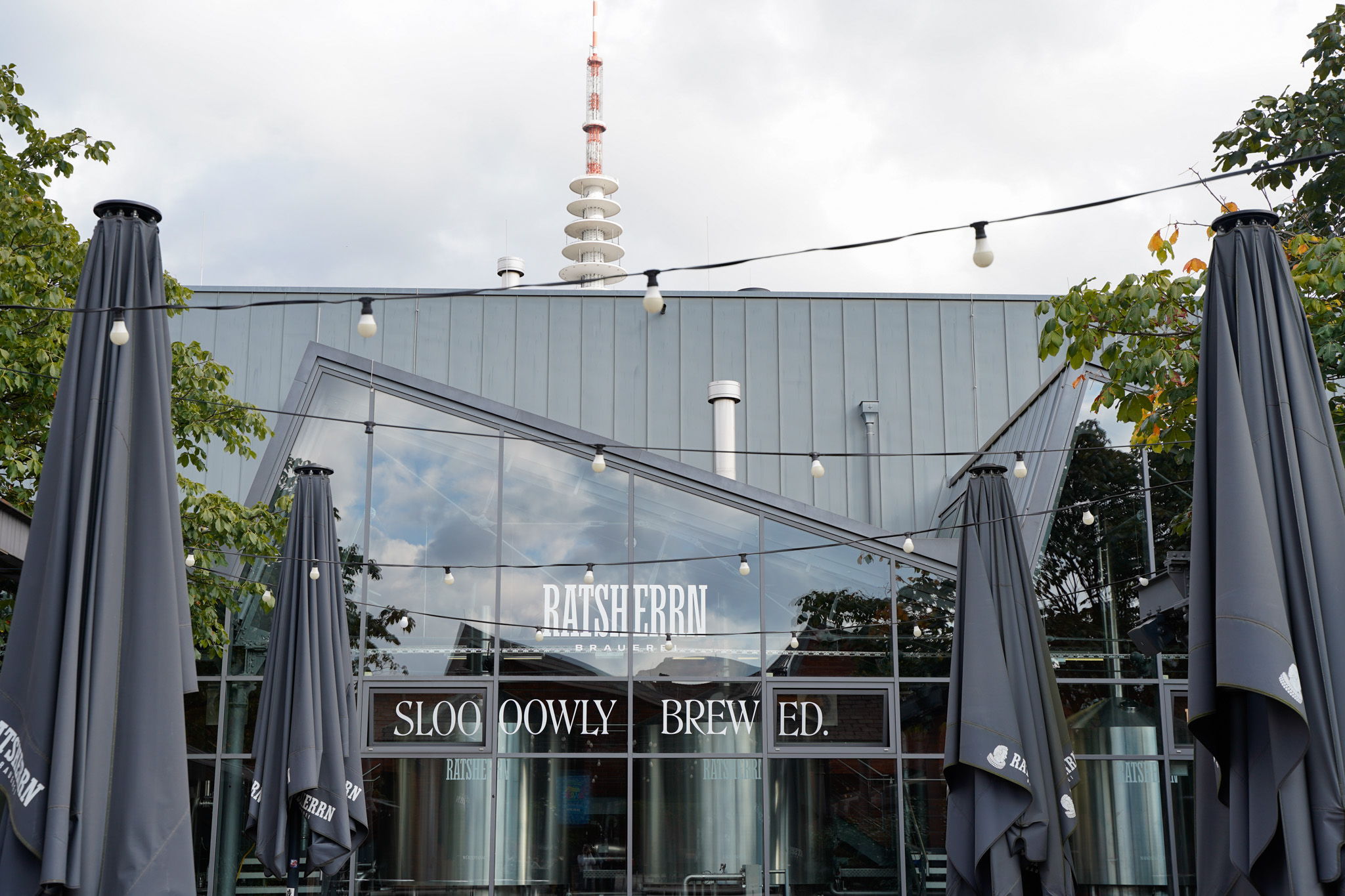
Das gläserne Sudhaus

Die Ratsherrn Brauerei ist eine Hamburger Brauerei mit überregionalem Vertrieb. Sie besteht in der heutigen Form seit 2012 im Hamburger Stadtteil Sternschanze. Gebraut wird in den renovierten und heute unter Denkmalschutz stehenden Schanzenhöfen, die 1869 erbaut wurden. Die Brauerei gehört zur Nordmann Unternehmensgruppe. 

## Geschichte
Die Marke Ratsherrn wurde ursprünglich von der Elbschloss-Brauerei im Jahr 1952 geschaffen. Die Marke ging 1998 an die Bavaria-St.-Pauli-Brauerei und gehörte mit dieser dann der Holsten-Brauerei. Diese musste sich nach einer Entscheidung des Bundeskartellamts im Zuge des Erwerbs der Duisburger König-Brauerei allerdings von der Marke trennen, die ab 2000 von der von Holsten unabhängigen Ratsherrn Vertreibsgesellschaft mbH vertrieben wurde. Im Jahr 2004 gingen die Ratsherrn-Markenrechte an die Nordmann Unternehmensgruppe. Nach Gründung der Ratsherrn Brauerei GmbH wurde ab 2010 das Ratsherrn Pils wieder gebraut. Vorübergehend wurde das Bier in Flensburg und Stralsund gebraut. Im Jahr 2012 wurde die Produktion in den historischen Schanzenhöfen im Hamburger Szene-Stadtteil Sternschanze aufgenommen. Im Jahr 2016 wurden rund 33 Bierspezialitäten produziert. Zu diesen gehören neben dem klaren und den ungefilterten Pilsene weitere untergärige Biere wie Rotbier, Lager und Zwickel; zudem obergärige Ales, wie das Belgian White Ale „Moby Wit“ oder das Oat White IPA „Matrosenschluck“. Zudem entstanden immer wieder teils saisonale Biere in der 2014 eröffneten „Micro“-Brauerei mit ihren drei 50 hl Ein-Sud-Tanks zum Brauen von Spezialbieren.
Der Ausstoß steigt jährlich. 2017 wurde die Marke 50.000 Hektoliter Bier erstmals übertroffen. Die Abfüllung erfolgt seit Oktober 2020 in Billstedt und seit 2022 baut Ratsherrn in Kooperation mit ihrer Agrargesellschaft Süd-Rügen auf der Insel Rügen den Großteil ihrer Braugerste für die Biere selbst an und lassen das Getreide in Hamburg vermälzen.

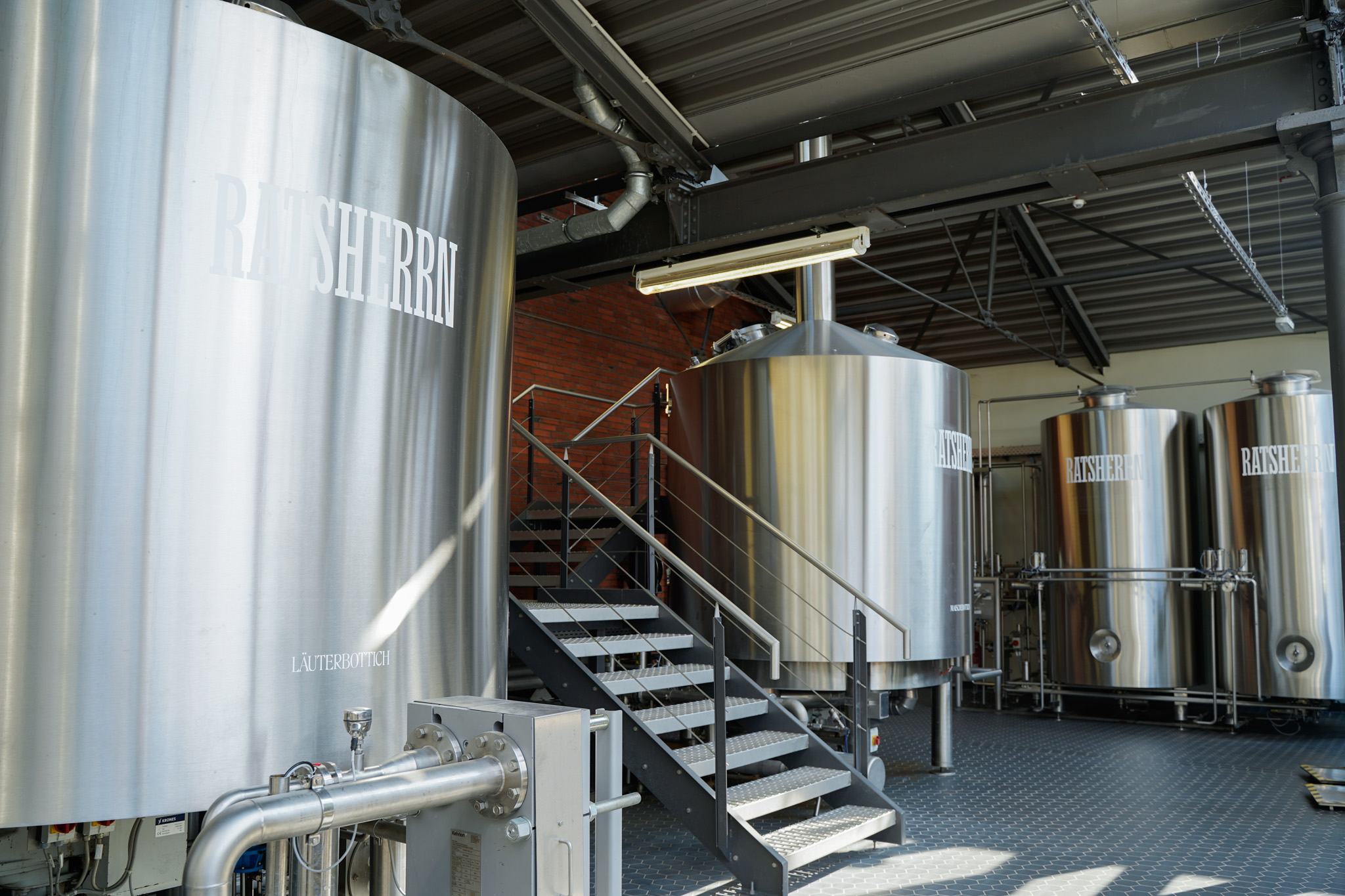
Das Sudhaus von innen

## Sortiment
| Bezeichnung                 | Alkoholgehalt | Bierart                                   |
| --------------------------- | ------------- | ----------------------------------------- |
| Ratsherrn Pilsener          | 4,9 %         | Pils                                      |
| Ratsherrn Helles            | 5,1 %         | Helles                                    |
| Ratsherrn Mildes            | 4,0 %         | Lager                                     |
| Ratsherrn Alster            | 2,9 %         | Alsterwasser                              |
| Altes Mädchen Zwickel       | 5,2 %         | Zwickel                                   |
| Ratsherrn IPA               | 6,3 %         | IPA                                       |
| Ratsherrn Oat white IPA     | 6,5 %         | Weizen IPA                                |
| Ratsherrn Hoppy Pilsener    | 4,9 %         | Kaltgehopftes Pilsener                    |
| Ratsherrn Pale Ale          | 5,6 %         | Pale Ale                                  |
| Ratsherrn Pilsener 0,0 %    | 0,0 %         | Alkoholfreies Pilsener                    |
| Ratsherrn Mildes Lime 0,0 % | 0,0 %         | Alkoholfreies Lager mit Limettengeschmack |
| Ratsherrn Malz              | 0,0 %         | Alkoholfreier Malztrunk                   |